# La mamá de la novia
La mamá de la novia es una película de Argentina filmada en Eastmancolor dirigida por Enrique Carreras según su propio guion escrito en colaboración con Abel Santa Cruz  y  Julio Porter que se estrenó el 4 de mayo de 1978 y que tuvo como actores principales a Libertad Lamarque, Mercedes Carreras, Andrés Percivale y Marty Cosens.

## Sinopsis
Una famosa actriz y cantante se empeña en ordenarle la vida a su hija.

## Reparto
- Libertad Lamarque ... Victoria Vidal
- Mercedes Carreras ... Lucy / Silvia
- Andrés Percivale ...Rodolfo Leiva
- Marty Cosens ... Armando Solari
- Jorge Martínez ... Juan Carlos Donínguez
- Javier Portales ... Fermín Garay
- Jorge Barreiro ... Gabriel Carranza
- Juan Alberto Mateyko ... Presentador
- Rodolfo Onetto
- Menchu Quesada ... Carmen
- Stella Maris Lanzani ... Actriz española
- Carlos Luzietti
- María Carreras
- Marisa Carreras
- Mario Savino
- Úrsula Díaz ... Silvia niña

## Comentarios
Daniel López en La Opinión escribió:

«¡Qué decir de Libertad Lamarque, siempre tan tierna y humana!: tanto cuando canta Rosario de Santa Fe con el Monumento a la Bandera de fondo, como cuando se desgarra, sufriente y dolida en un mar de lágrimas, que sobrepasa el límite de lo sublime.»

Manrupe y Portela escriben:

«Lamarque y un reparto que podríamos catalogar de curioso, siguiendo su estilo fatigado en México. Cualquier parecido con El padre de la novia de Vincente Minnelli (Estados Unidos, 1950) sería una falta de respeto.»